# Namatettix
Namatettix is een geslacht van rechtvleugeligen uit de familie Lentulidae. De wetenschappelijke naam van dit geslacht is voor het eerst geldig gepubliceerd in 1970 door Brown.

## Soorten
Het geslacht Namatettix  is monotypisch en omvat slechts de volgende soort:
- Namatettix denticornis (Brown, 1970)